# Triosteum sinuatum
Triosteum sinuatum är en kaprifolväxtart som beskrevs av Carl Maximowicz. Triosteum sinuatum ingår i släktet feberrötter, och familjen kaprifolväxter. Inga underarter finns listade i Catalogue of Life.